# Ijuí Drones
Ijuí Drones é uma equipe de futebol americano, da cidade de Ijuí, na região das Missões no Rio Grande do Sul. A equipe foi fundada em 21 de julho de 2012 e já em 2013 jogou o Campeonato Gaúcho de Futebol Americano, no qual sagrou-se vice campeão, perdendo para a equipe do Santa Maria Soldiers. O Ijuí Drones organizou uma campanha do agasalho durante o mês julho de 2013, a diretoria da equipe fez a entrega das roupas no Lar Henrique Liebich, doadas pelos atletas da equipe. 
O Ijuí Drones manda os seus jogos no estádio poliesportivo em Ijuí.
Em 2014, participou da Copa Sul, organizada pela Federação Catarinense de Futebol Americano, junto com Itapema White Sharks, Criciúma Miners e Gaspar Black Hawks.
Seu nome vem do inglês, que significa "zangões", pois o município de Ijuí é chamado de "Colméia do Trabalho". O mascote da equipe também é um zangão. A equipe possui uma escolinha do esporte, chamada de Ijuí Bees .
No ano de 2014, o antigo uniforme número titular (branco e amarelo) passou a ser o reserva e foi assumido um uniforme novo: na cor preta com detalhes em amarelo.